# الخطيم
مركز الخطيم هو أحد المراكز التابعة لمنطقة القصيم، ويقع إلى الغرب منها.

## التاريخ
مركز الخطيم يمتاز بطبيعته الجبلية والصحراوية، حيث يقع بالقرب منه من ناحية الغرب جبل بدن الشهير ويقع بالشمال الغربي منه جبل طمية وقطن، ويبعدان عنه حوالي 60 كلم. أما جبل بدن فيبعد عنه حوالي ثلاثة كلم. كما يقع إلى الشرق منه سلسة جبال آبان وتبعد عنه حوالي 40 كلم. وبالقرب منه يقع نفود العريق.
بالنظر إلى الأودية التي تقع بالقرب منه، فيقع في شماله وادي الرمة، ووادي الجرير أو «الجريب» الذي ذكر في العديد من قصائد العرب قبل وبعد الإسلام، وقد ذكر أن اسم الخطيم في القديم ديار جفر الشحم.
أما الآن فهو مركز تابع لمنطقة القصيم وفيه عدد من الدوائر الحكومية، وسكانه هم جماعة من البدارين من بني عمرو من حرب.

## الموقع الجغرافي
يقع غرب منطقة القصيم ويبعد عن مدينة بريدة 168كم، وعن محافظة عقلة الصقور 90كم، وعن محافظة النبهانية 77 كم.

## السكان
يبلغ عدد سكان مركز الخطيم 1500 نسمة.

## المناخ
المناخ قاري صحراوي، حار جاف صيفًا بارد مُمطر شتاء، وتبلغ درجة الحرارة صيفًا 45°م، وفي الشتاء تصل 33- ما دون الصفر.